# Réservoir Bear Gulch
Pour les articles homonymes, voir Bear.
Le réservoir Bear Gulch (en anglais : Bear Gulch Reservoir) est un lac de barrage américain dans le comté de San Benito, en Californie. Situé à 499 mètres dans le chaînon Gabilan, il est protégé au sein du parc national des Pinnacles.